# Dekario (Pain)
Dekario (Pain) è un singolo del rapper statunitense NLE Choppa, pubblicato il 10 novembre 2019 su etichetta NLE Choppa Entertainment.

## Tracce
1. Dekario (Pain) – 3:22